# Carl Cranz

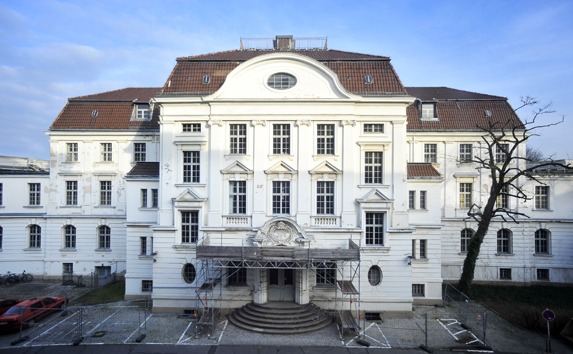
Carl Cranz arbetsplats: tidigare militärtekniska akademin i Berlin.

Carl Julius Cranz, född 2 januari 1858, död 11 december 1945, var en tysk ballistiker.
Cranz blev 1904 professor vid militärtekniska akademin i Charlottenburg, Berlin, och 1920 professor i fysik vid tekniska högskolan i Berlin. Han har bland annat utgivit Lehrbuch der Ballistik (4 band, 1910–1926).